# Kočija iz Monteleoneja
Kočija iz Monteleoneja (italijansko Carro etrusco di Monteleone)  je etruščanska kočija iz okoli leta 530 pr. n. št. in velja za eno velikih arheoloških najdb na svetu. Prvotno je bila odkrita v Monteleone di Spoleto in je trenutno atrakcija v zbirki Metropolitanskega muzeja umetnosti v New Yorku. 
Znano je, da je približno 300 starih voz še vedno ohranjenih, a le šest jih je razumno popolnih in kočija iz Monteleoneja je najbolje ohranjena in najbolj popolna od vseh znanih ohranjenih primerov. Carlos Picón, kustos muzejevega grškega in rimskega oddelka, je to imenoval kot »največji kos etruščanskega brona iz 6. stoletja kjerkoli na svetu.« 

## Opis
Kočija je bila del pokopa s kočijo, ki je vsebovala ostanke dveh človeških trupel skupaj z dvema skodelicama za pitje. Merit v višini 131 cm in je namenjena za vlečenje dveh konj. Zgrajena je iz lesa, ki je prekrit s kovanimi bronastimi ploščami in dekoracijo iz izrezljane slonovine. Bronaste plošče so okrašene s Homerjevo ikonografijo. Dekoracijo kočije je dopolnjeval tudi vdelan jantar in drugi eksotični materiali, vendar je ohranjena samo bronasta in slonokoščena dekoracija. Kolesa imajo devet naper (namesto klasičnih grških štirih, egiptovskih šest ali asirskih in perzijskih osem; izkopani vozovi iz keltskih grobov imajo do dvanajstih naper).
Sodobni kustosi v muzeju so že dolgo pričakovali, da rekonstrukcija kočije iz leta 1903 ni bila zgodovinsko točna. Leta 1989 je pod vodstvom italijanske arheologinje Adriane Emiliozzi Metropolitan muzej začel petletno preučevanje in obnovo kočije. Med obnavljanjem je bilo ugotovljeno, da je bila kočija v resnici prvotno sestavljena nepravilno; poleg tega je bilo dokazano, da je bila kočija, za katero se je prej mislilo, da se je malo uporabljala, dejansko v resnici vpletena v resno nesrečo v nekem trenutku v življenju [6]. Ponovno restavrirana in obnovljena kočija je bila načrtovano kot del večjih prenov grške in rimske galerije Metropolitanskega muzeja, ki se je javnost odprla 20. aprila 2007.

### Ikonografija
Glede na krhkost bronaste prevleke verjamejo, da je bila kočija uporabljena za slovesnosti in parade, čeprav nekateri znanstveniki menijo, da so jo zgradili le kot pogrebni predmet. Lastnik je moral biti močna oseba, saj so bili stroški lepote in prefinjenost dekoracije še posebej visoki. Dekor je iz brona z vložkom iz slonovine ozadju (skoraj vsa slonovina je izgubljena, le majhna podrobnost na vratu ene od figur je ohranjena). Slonovina je bila uporabljena kot svetlo belo ozadje v nasprotju z bronastimi deli, ki so temno obarvana kovina.
Krmilo kočije se začne s prikazom glave prašiča, čigar usta se zdijo odprta, medtem ko je končni del okrašen z glavo ptice. Malo pred koncem je jarem za konje, katerega konci se končajo v obliki levje glave. Kolesa so sestavljena iz devetih naper.
Glavno telo kočije sestavljajo tri plošče, okrašene s prizori, ki pripovedujejo epsko zgodbo o bojevniku. Večina znanstvenikov, ki so preučevali voz verjame, da je Ahil, medtem ko prejema orožje, ki ga mu daje Tetida ob zmagi nad nasprotnikom v dvoboju in njegovem vstajenju v vozu s krilatimi konji.
Centralno ploščo je verjetno navdihnila knjiga XVIII Iliade in predstavlja Tetigo, ki daje sinu Ahilu čelado, ki jo krasi ovnova glava in poseben ščit, ki ga je izdelal Hefajst. Na ščitu sta dve glavi ena vrh druge: na vrhu je glava Meduze in pod njo glava mačke. Pod ščitom je nasekana glava, kar morda predstavlja žrtev. Poleg tega sta dve vrsti ptic, ki se spuščata z neba v navpični smeri, kar je bilo interpretirano kot simbol upanja za naslednjo bitko, ki čaka Homerjevega junaka. Ugotovljeno je bilo tudi, da je merjasec del prizora.
V bočni plošči na levi je boj, ki naj bi bil boj med Ahilom in Memnonom, na golem telesu, ki je bil že odstranjen iz oklepa, tretji bojevnik, ki bi bil Antiloh. Memnon poskuša zadeti nasprotnika v glavo s svojim kopjem, a ptica odbije udarec in Ahil s svojim kopjem udari v srce Memnona.
Desna plošča prikazuje Ahila po njegovi smrti ko ga peljejo na vozu, voz vlečeta dva konja v gibanju navzgor, verjetno proti otokom Fortunate.  Pod kolesi voza, z rokami zaščiti noge konjev,  je ženska, katere identifikacija je negotova: predlagano je bilo, da bi bila Gaia, boginja zemlje ali Políksena, Príamova hči. 
Na mestu stika med vsako od dveh stranskih plošč s sredine sta upodobljena dva gola mlada moška z dolgimi lasmi na levi. Končno, poškodovan friz na dnu voza, na desni strani sedi kentaver Hiron, Iris teče, drži palico in Ahil drži panterja. Na levi strani sta dva leva, ki napadata bika in jelena. Razlaga za to je, da bi bilo v trenutku, ko je Iris, v svoji vlogi božjega glasnika, napovedala, da je čas, da mora Ahil začeti trojansko vojno in zaključiti izobraževanje, ki mu ga podaja kentaver Hiron.

## Zgodovina
Izkopana je bila leta 1902 v Monteleone di Spoleto, v bližini Spoleta v deželi Umbriji. Našel jo je kmet imenovan Isidoro Vannozzi, ki jo je nenamerno odkopal med kopanjem vinske kleti oziroma temeljev. Dogodki iz tega časa so predmet polemik. Po nekaterih zapisih je Vannozi skrival kočijo v skednju, zaskrbljen, da bi jo organi lahko zaplenili in jo pozneje prodal dvema Francozoma v zameno za dve kravi. Drugi zapis povezan z Vannozijevim sinom Giuseppeje pravi, da je bila kočija takoj prodana kot odpadna kovina, za izkupiček pa je kupil strešnike [7]. Po začetni prodaji je večkrat zamenjala lastnike, kasneje jo je v Parizu kupil J. P. Morgan, ki jo je leta 1903 poslal v Metropolitanski muzej, kjer je potekala prva restavracija.
Nakup muzeja leta 1903 oziroma prodaja kočije, je bila po tedaj veljavni zakonodaji mogoča, sedaj pa italijanski zakon omejuje izvoz predmetov, ki nosijo oznako »kulturne in umetniške vrednote«. [7] [8] Januarja 2005 je občina Monteleone začela postopek, ki je bil namenjen vračanju kočije, vendar njihova prizadevanja niso dobila podpore italijanske vlade. Metropolitanski muzej je odgovoril, da je bila kočija »kupljena v dobri veri«. Kopija polne velikosti je bila narejena sredi 20. stoletja in je na ogled v Monteleoneju.